# Păr sălbatic
Pyrus pyraster (sin. Pyrus communis ssp. Pyraster), numit și păr sălbatic european sau păr pădureț, este o specie de păr aparținând familiei Rosaceae.
Pyrus pyraster (părul sălbatic) și Pyrus caucasica (sin. P. communis ssp. Caucasica) sunt considerați a fi strămoșii părului cultivat în Europa (Pyrus communis ssp. Communis). Ambele specii sunt hibride ale părului domestic. Uneori este dificil de distins Pyrus pyraster de părul comun. Acest arbore poate ajunge la o vârstă cuprinsă între 100 și 150 de ani.
Arealul de răspândire include majoritatea statelor Europei, din vestul continentului până la lanțul muntos al Caucazului.

## Galerie

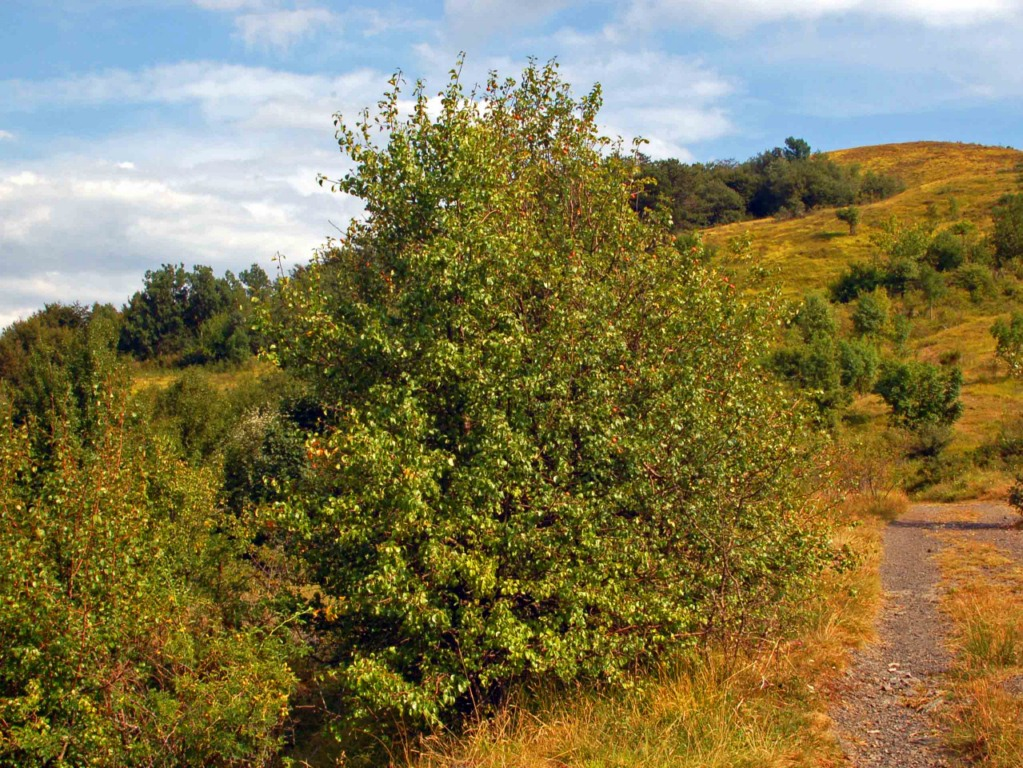
Arbust
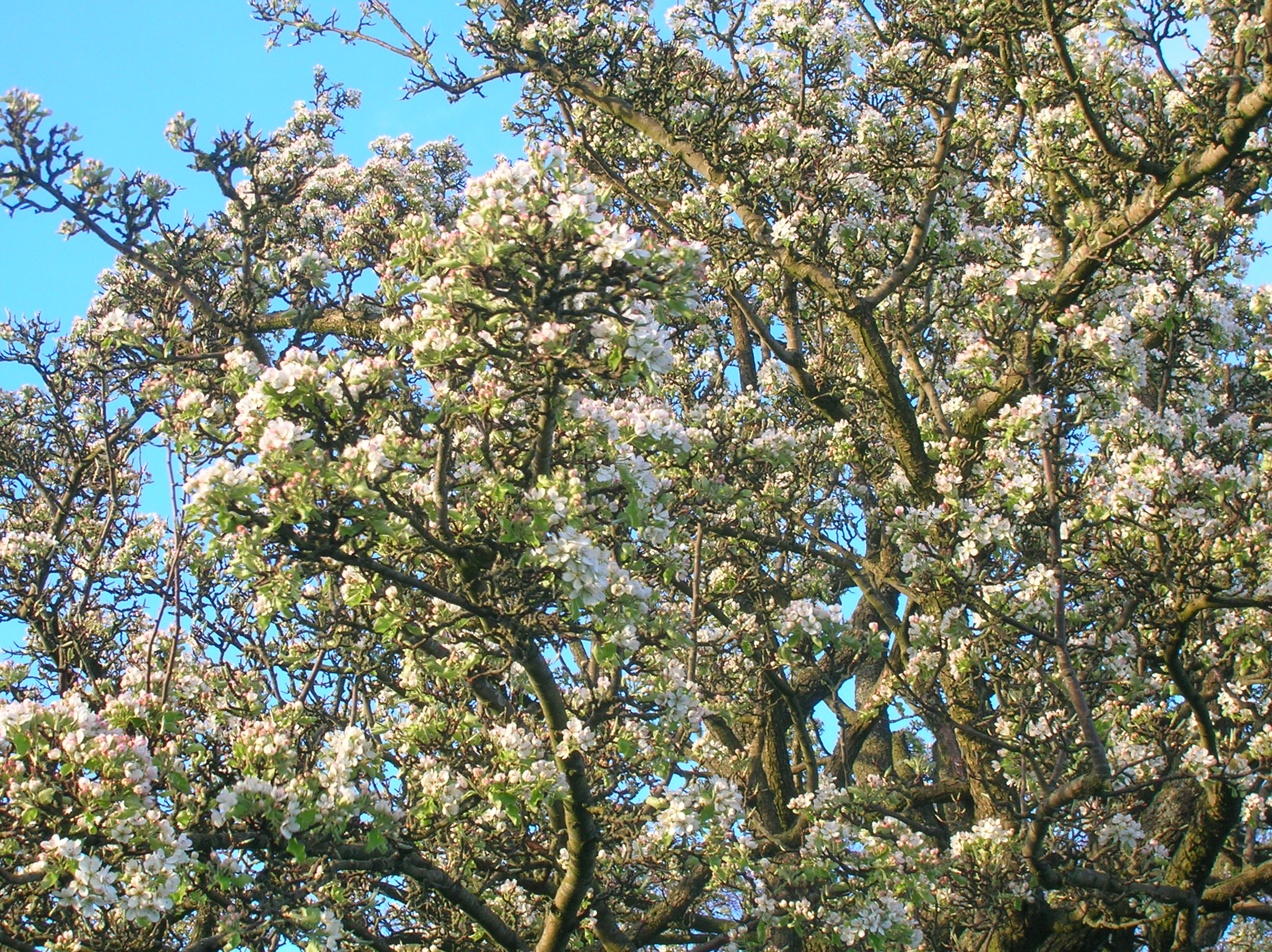
Copac înflorit
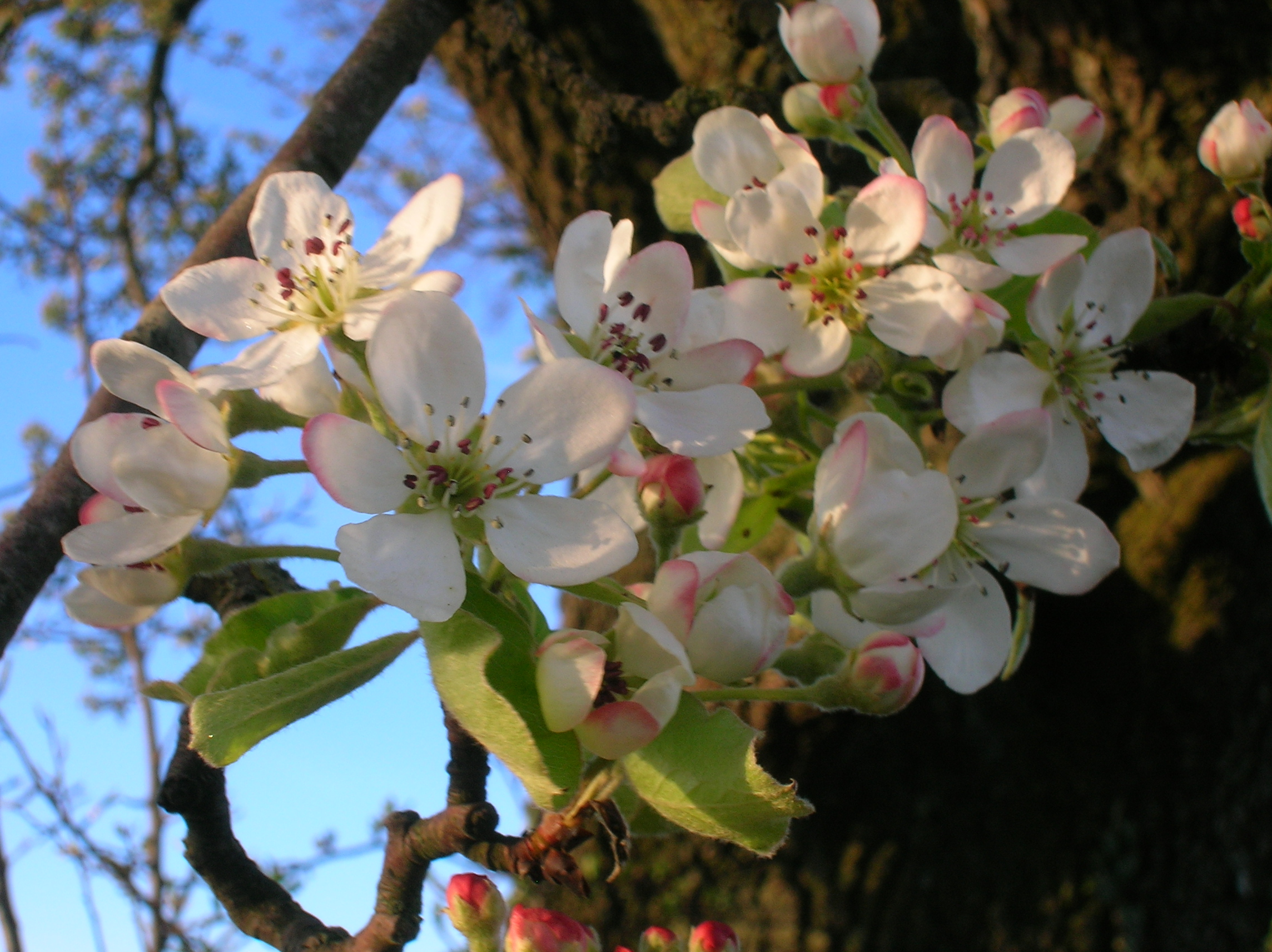
Flori
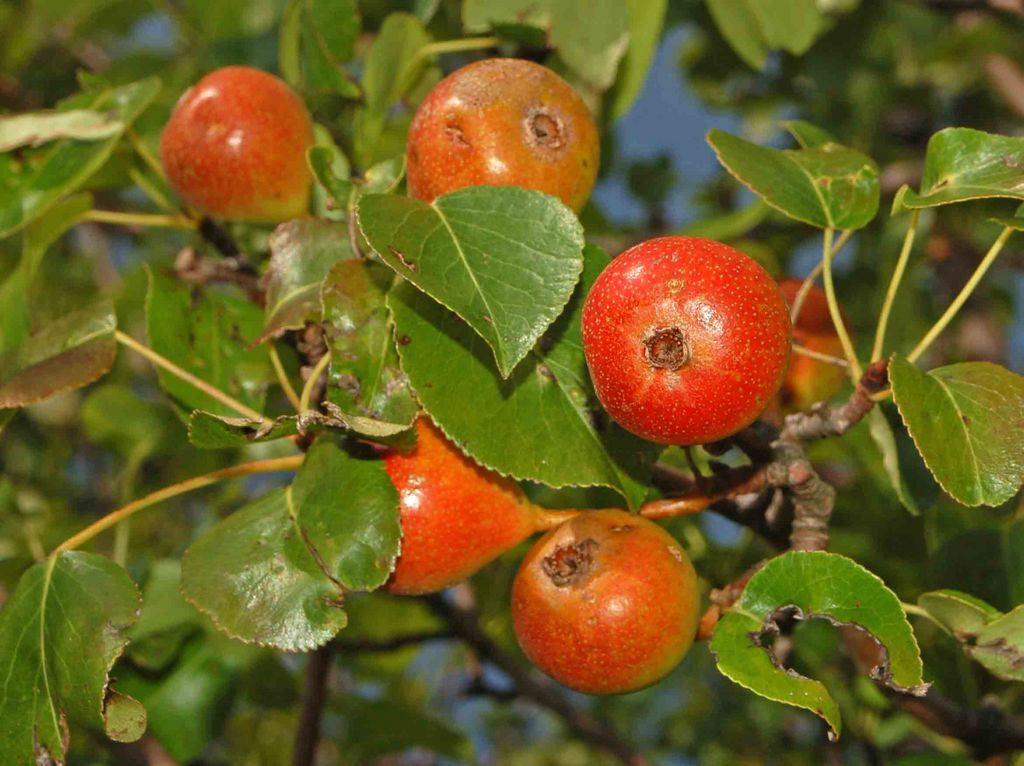
Fructe
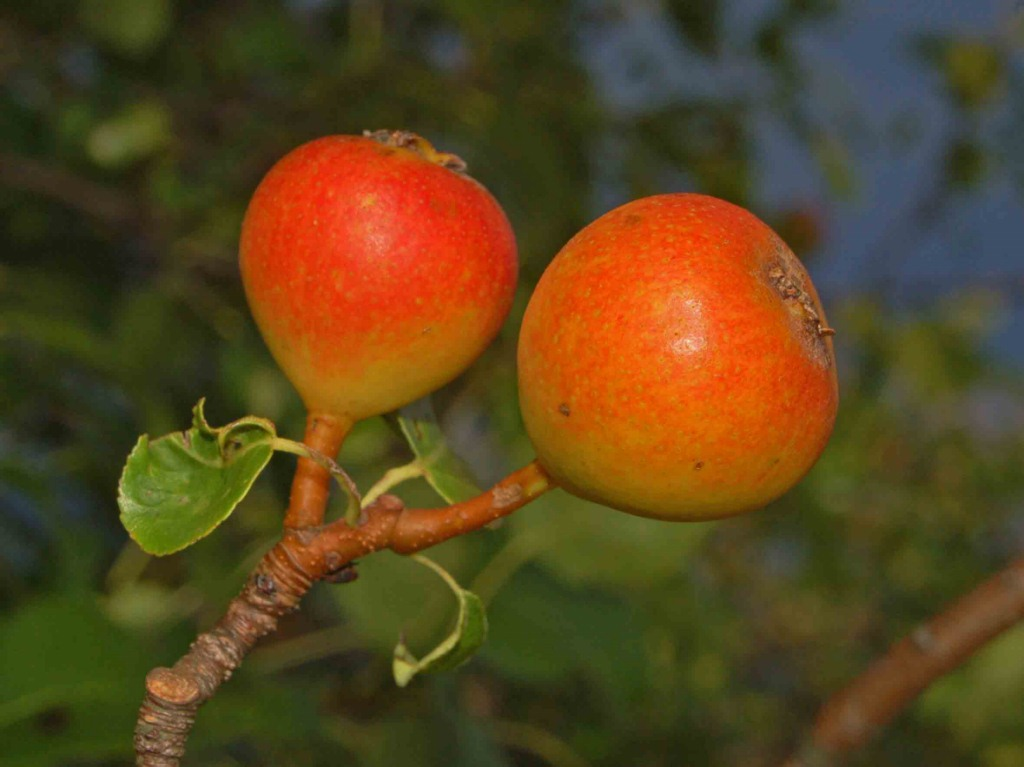
Fructe
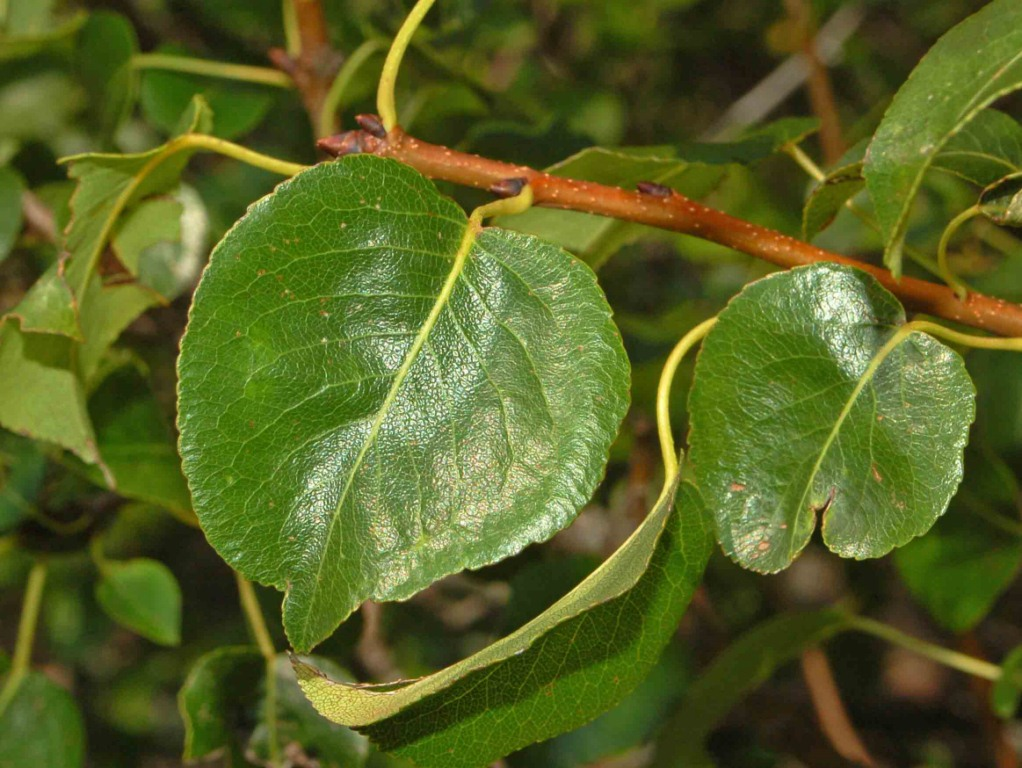
Frunze

## Legături externe
- en Pyrus pyraster - Burgsd. pe pfaf.org